# Kokowääh
Kokowääh è un film tedesco del 2011 diretto, coscritto, coprodotto e interpretato da Til Schweiger.

## Trama
Henry, uno sceneggiatore di modesto successo, è in una fase critica personale e creativa. Dopo aver rotto con la sua ragazza, Katharina, ha solo da occuparsi della sceneggiatura di una serie televisiva “Der Forster vom Spreewald” ("Il guardiano della foresta"), che, tra l’altro, viene cancellata per mancanza di spettatori.  
Grazie al suo agente, gli viene inaspettatamente offerto di lavorare all'adattamento del bestseller “Freiflug”. Henry accetta, vedendo nella proposta l'opportunità i cambiare radicalmente vita; ma scopre che l'autore con cui dovrebbe lavorare alla sceneggiatura è proprio Katharina.
Il lavoro inizia comunque, ma quando torna a casa fuori della porta trova una bambina di otto anni, Magdalena.
Questa consegna a Henry una lettera imponendogli di leggerla. La lettera afferma che Magdalena è figlia di Henry. 
Poiché Charlotte, la madre, deve trattenersi a New York per problemi, la lettera ingiunge a Henry di occuparsi della bambina.
Non avendo idea di come comportarsi con i bambini, Henry, inizialmente cerca di riportare Magdalena dal suo padre adottivo Tristan. 
Questi, però, rifiuta, scioccato dall’aver appreso di non essere, come credeva, il padre naturale della bimba, mentre anche la relazione con Charlotte sembra volgere al termine.
Tristan chiede quindi ad Henry di assumersi la responsabilità di una sua figlia.
Henry, sopraffatto dalla situazione, cerca di spiegare a Magdalena che è suo padre e, mentre il lavoro alla sceneggiatura procede, rinascono i sentimenti per Katharina, mentre la relazione con la bambina si approfondisce.
Tuttavia, non può convincersi a raccontare a Katharina di Magdalena, poiché è stata concepita con Charlotte, mentre stava ancora con Katharina. 
Sospettosa, Katharina irrompe inaspettatamente a casa dove incontra Magdalena e scopre da lei la verità.  Delusa e ferita dal comportamento di Henry, lo lascia e conclude la sua collaborazione professionale con lui.
A peggiorare le cose, Tristan chiede all'improvviso di poter riavere la figlia adottiva. 
Henry diventa dolorosamente consapevole di quanto sia importante per lui Magdalena e si giunge ad un conflitto tra i due uomini. 
Henry cerca allora di esprimere i suoi sentimenti attraverso una sceneggiatura che chiama "Kokowääh" (“Coq au vin”) che invia a Katharina perché possa capire come si sente. 
Infatti, dopo aver letto la sceneggiatura, i due si incontrano, si rappacificano e si riprendono i lavori alla sceneggiatura.
Nel frattempo, Charlotte, tornata da New York cerca ed ottiene un compromesso per mantenere a  Magdalena entrambi i padri.

## Sequel
Il film ha un sequel, dal titolo Kokowääh 2, uscito nel 2013.